# Llista d'estats per salari mínim
La llista de països ordenats per salari mínim interprofessional (SMI) és una llista no exhaustiva amb Estats europeus i del món amb el seu corresponent salari mínim interprofessional en 2022.

## Països amb SMI de 1.500 € a superior
1. Suïssa: 3.351,7 € a juliol 2022
2. Singapur: 3.036,8 € en juliol de 2022
3. Luxemburg: 2.252,0 € en juliol de 2022
4. Austràlia: 2.080,3 € en juliol de 2022
5. Nova Zelanda: 2.013,4 € en juliol 2022
6. Irlanda: 1.776,2 € en juliol de 2022
7. Mònaco: 1.749,8 € en juliol de 2022
8. Països Baixos: 1.725,6 € en juliol de 2022
9. Regne Unit: 1.708,7 € en juliol de 2022
10. Bèlgica: 1.653,8 € en juliol de 2022
11. Canadà: 1.622,3 € en juliol 2022
12. Alemanya: 1.621,0 € en juliol de 2022
13. França: 1.603,4 € en juliol de 2022
14. San Marino: 1.501,3 € en juliol de 2022
15. Jersey: 1.500,0 € en juliol de 2020

## Països amb SMI de 1.000 € a 1500 €
1. Corea del Sud: 1.366,4 € juliol 2021
2. Israel: 1.343,4 € en juliol 2021
3. Japó: 1.283,1 € en juliol 2020
4. Espanya: 1.168,3 € en juliol de 2022
5. Estats Units: 1.118,6 € en juliol 2022
6. Andorra: 1.083,9 € en juliol de 2022
7. Eslovènia: 1.074,6 € juliol 2022
8. Puerto Rico: 1.050,4 € en juliol de 2020

## Països amb SMI de 500 € a 1000 €
1. Xipre: 870,1 € en juliol 2022
2. Portugal: 822,8 € juliol 2022
3. Malta: 792,1 € juliol 2022
4. Grècia: 778,3 € juliol 2022
5. Bahamas: 758,2 € juliol 2021
6. Lituània: 730,1 € juliol 2022
7. Taiwan: 717,4 € juliol 2021
8. Polònia: 654,8 € juliol 2022
9. Estònia: 654,1 € juliol 2022
10. Txèquia: 651,3 € juliol 2022
11. Eslovàquia: 646,1 € juliol 2022
12. Croàcia: 623,4 € juliol 2022
13. Jamaica: 587,3 € juliol 2020
14. Hongria: 554,1 € juliol 2022
15. Montenegro: 531,3 € juliol 2022
16. Romania: 515,1 € juliol 2022
17. Letònia: 500,1 € juliol 2022

## Països amb SMI inferiors a 500 €
1. Argentina: 435,3 € juliol 2021
2. Costa Rica: 421,7 € juliol 2022
3. Sèrbia: 401,8 € juliol 2022
4. Xile: 383,5 € juliol 2021
5. Macedònia del Nord: 359,1 € juliol 2021
6. Fiji: 356,3 € juliol 2021
7. Paraguai: 335,2 € juliol 2021
8. Bulgària: 332,9 € juliol 2022
9. Turquia: 328,4 € juliol 2022
10. Bolívia: 300,1 € juliol 2021
11. Xina: 281,1 € juliol 2022
12. Perú: 275,8 € juliol 2020
13. Albània: 252,5 € juliol 2021
14. Colòmbia: 216,7 € juliol 2022
15. Marroc: 209,4 € juliol 2020
16. Brasil: 193,8 € juliol 2022
17. Uzbekistan: 192,7 € juliol 2020
18. Nicaragua: 181,8 € juliol 2020
19. Mèxic: 176,3 € juliol 2022
20. Algèria: 155,1 € juliol 2020
21. Armènia: 142,2 € juliol 2020
22. Rússia: 139,5 € juliol 2022
23. Azerbaidjan: 129,5 € juliol 2022
24. Indonèsia: 121,4 € julio 2021
25. Kazakhstan: 97,3 € juliol 2020
26. Egipte: 83,6 € juliol 2020
27. Angola: 60,3 € juliol 2020
28. Moldàvia: 51,6 € juliol 2021